# Centre d'Estudis Jurídics i Formació Especialitzada
El Centre d'Estudis Jurídics i Formació Especialitzada (CEJFE) és un organisme autònom administratiu adscrit al Departament de Justícia de la Generalitat de Catalunya, creat per la Llei 18/1990, de 15 de novembre, amb la finalitat de desenvolupar activitats de formació especialitzada i d'investigació en l'àmbit del dret i la justícia.
La missió principal del Centre consisteix a planificar i organitzar la formació de tot el personal que treballa al Departament de Justícia, així com fomentar la recerca en estudis sobre l'execució penal i les ciències de la criminologia, l'Administració de justícia i el dret propi de Catalunya.
El Centre d'Estudis Jurídics i Formació Especialitzada va presidir durant l'any 2014 la Xarxa EPTA, una organització que agrupa diferents acadèmies de formació penitenciària europea.
Inicialment el CEJFE va tenir la seu a les antigues instal·lacions de l'Oficina Central del Nen, al carrer Roger de Flor 196 de Barcelona, fins que el 2004 es va traslladar al carrer d'Ausiàs March 40 a la mateixa ciutat. El 2020, en plena pandèmia, es va traslladar la seva seu al carrer Pau Claris 158, al costat de les instal·lacions de Fiscalia del Tribunal Superior de Justícia de Catalunya.

## Directors
- Encarna Bodelón González (2022 - actualment)
- Laura Martínez Portell (2021 - 2022)
- Núria Clèries Nerín[5] (2018-2021)
- Gabriel Capilla Vidal (2016-2017)
- Bibiana Segura Cros[6] (2015-2016)
- Xavier Hernández i Moreno[7] (2011-2015)
- Roser Bach i Fabregó (2009-2011)
- Joan Xirau i Serra
- Ramon Parès i Gallès
- Esther Giménez Salinas i Colomer